# 노먼 로이드
노먼 로이드(영어: Norman Lloyd, 1914년 11월 8일 ~ 2021년 5월 11일)는 미국의 배우이다. 1914년 뉴저지주에서 태어나 1932년 배우로 데뷔했고, 이후 주조연으로 70여 편의 작품에 출연했다. 영화 《죽은 시인의 사회》(1989) 교장 선생님 역이 대표 배역이며, 이외에 《파괴 공작원》(1942), 《스펠바운드》(1945), 《라임라이트》(1952), 《순수의 시대》(1993) 등이 있다. 2020년 46회 LA 비평가 협회 레거시상을 수상했다.
2011년 아내 페기 로이드와 사별했다. 2021년 5월 11일 로스앤젤레스의 자택에서 사망했다.

## 작품 목록

### 영화 출연
- 파괴 공작원 (1942)
- 남쪽 사람 (1945)
- 스펠바운드 (1945)
- 워크 인 더 선 (1945)
- 프레임 앤드 애로우 (1950)
- 라임라이트 (1952)
- 저승에서 온 딸 (1977)
- 죽은 시인의 사회 (1989)
- 순수의 시대 (1993)
- 록키와 불윙클 (2000)
- 당신이 그녀라면 (2005)
- 나를 미치게 하는 여자 (2015)

### 영화 연출
- 개선문 (1948) - 연출 보조

### 텔레비전 출연
- 제6지대 (1972)
- 코작 (1975)
- 제시카의 추리극장 (1986-93)
- 스타 트렉: 더 넥스트 제너레이션 (1993)
- 더 프랙티스 (1997-2003)
- 세븐 데이스 (1998-2001)
- 모던 패밀리 (2010)

### 텔레비전 연출
- 형사 콜롬보 (1971)